# Dimitrij Timčenko
Dimitrij Jurijovyč Timčenko (in ucraino Дімітрій Юрійович Тімченко?; Charkiv, 1º aprile 1983) è un lottatore ucraino, specializzato nella lotta greco-romana. Vanta un bronzo mondiale (Las Vegas 2015) ed un bronzo europeo (Varna 2005). Ai Giochi europei di Baku 2015 ha vinto la medaglia argento nei -98 kg, perdendo in finale contro il russo Islam Magomedov. Ha rappresentato la Ucraina ai Giochi olimpici estivi di Rio de Janeiro 2016, dove è stato estromesso dall'ungherese Balázs Kiss al primo turno.

## Palmares
- Mondiali

Las Vegas 2015: bronzo nei -98 kg;
- Giochi europei

Baku 2015: argento nei -98 kg;
- Europei

Varna 2005: bronzo nei -96 kg;